# Чинето-Романо
Чинето-Романо (італ. Cineto Romano) — муніципалітет в Італії, у регіоні Лаціо,  метрополійне місто Рим-Столиця.
Чинето-Романо розташоване на відстані близько 45 км на північний схід від Рима.
Населення — 610 осіб (2014).

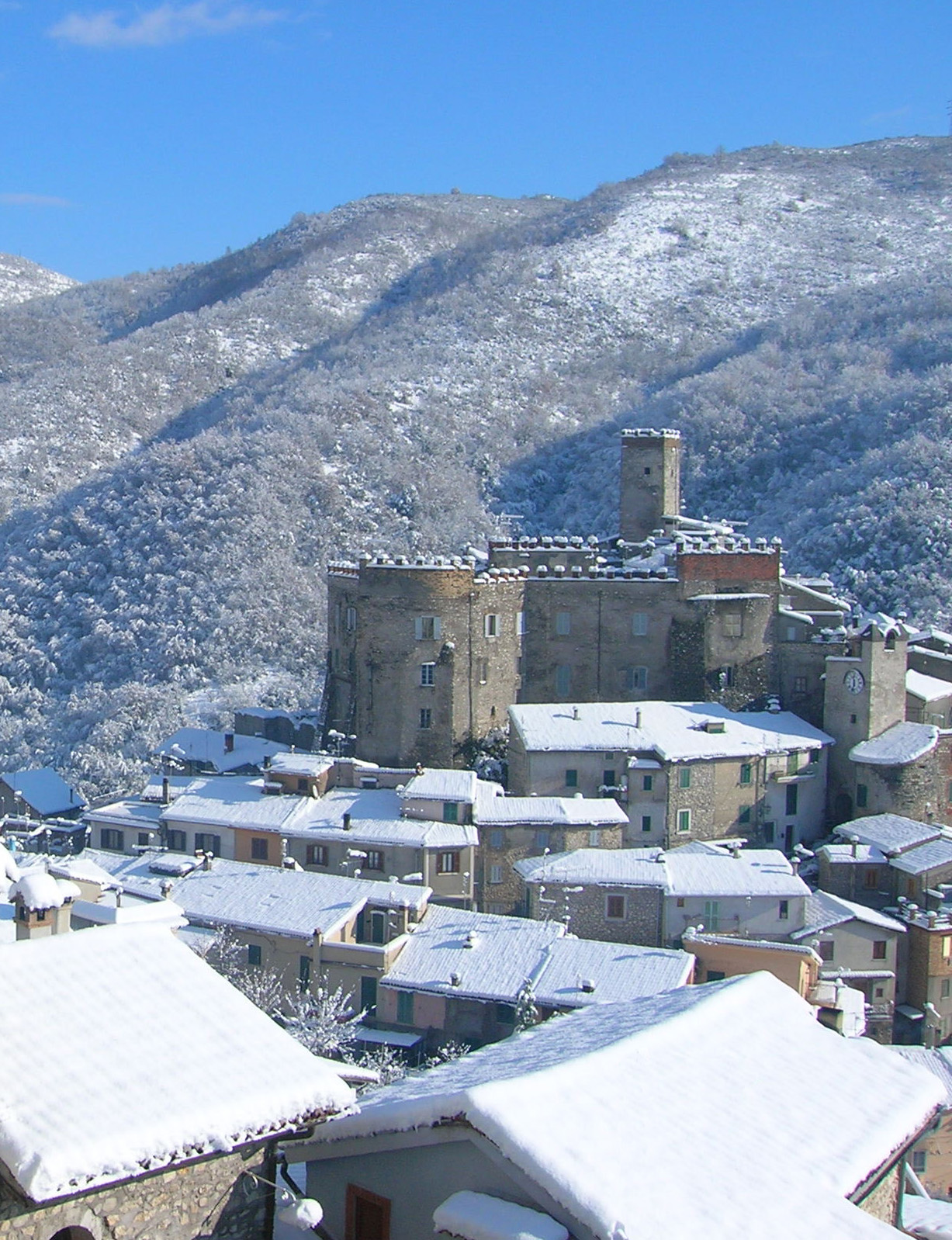

Щорічний фестиваль відбувається 29 серпня. Покровитель — святий Іван Хреститель.

## Демографія
Населення за роками:

Станом на 1 січня 2023 року в муніципалітеті офіційно проживало 50 іноземців з 11 країн, серед них 39 громадян країн Євросоюзу та 1 громадянин України.

## Сусідні муніципалітети
- Мандела
- Перчиле
- Ріофреддо
- Ров'яно
- Валлінфреда